# 輸入車
輸入車（ゆにゅうしゃ）とは、外国から輸入した車両のことである。特に自動車やオートバイについて述べる。

## 概要

### ハンドルの位置

#### 世界の自動車のハンドル位置
世界での車両の通行側は国や地域で異なり、通常、左側通行の国では右ハンドル車が、右側通行の国では左ハンドル車が使用される。すなわち、運転席の位置は車体の中心線付近（中央）にある少数の例を除き、それぞれ道路の中央線寄りとなる。これは、車両すれ違い時の安全性や右左折時・追い越し時などの視界、対向車の確認のしやすさなどを考慮した結果であり、デファクトスタンダードともなっている。
全世界での左側通行圏と右側通行圏の比率は人口比で約34対66であり、道路総延長距離での比率は約27.5対72.5となっている（車両の通行側#左ハンドルと右ハンドルも参照）。右側通行圏が世界的には多数派であるが、世界各国への輸出販売を行う自動車メーカーにとっては左側通行圏も重要な市場であり、輸出先の各国の状況にあわせ、同一の車種についても右ハンドル車と左ハンドル車の両方を設計・製造することが一般的である。通常、ハンドル位置にかかわらず組み立て・生産を同一の工場で行うことが多いが、場合によってはメルセデス・ベンツ、BMW、フォルクスワーゲン、フォード などのように、南アフリカなどに右ハンドル車専用工場を建設し、現地を含む左側通行圏（右ハンドル市場）に製品を提供していることもある。

#### 日本における輸入車のハンドル位置

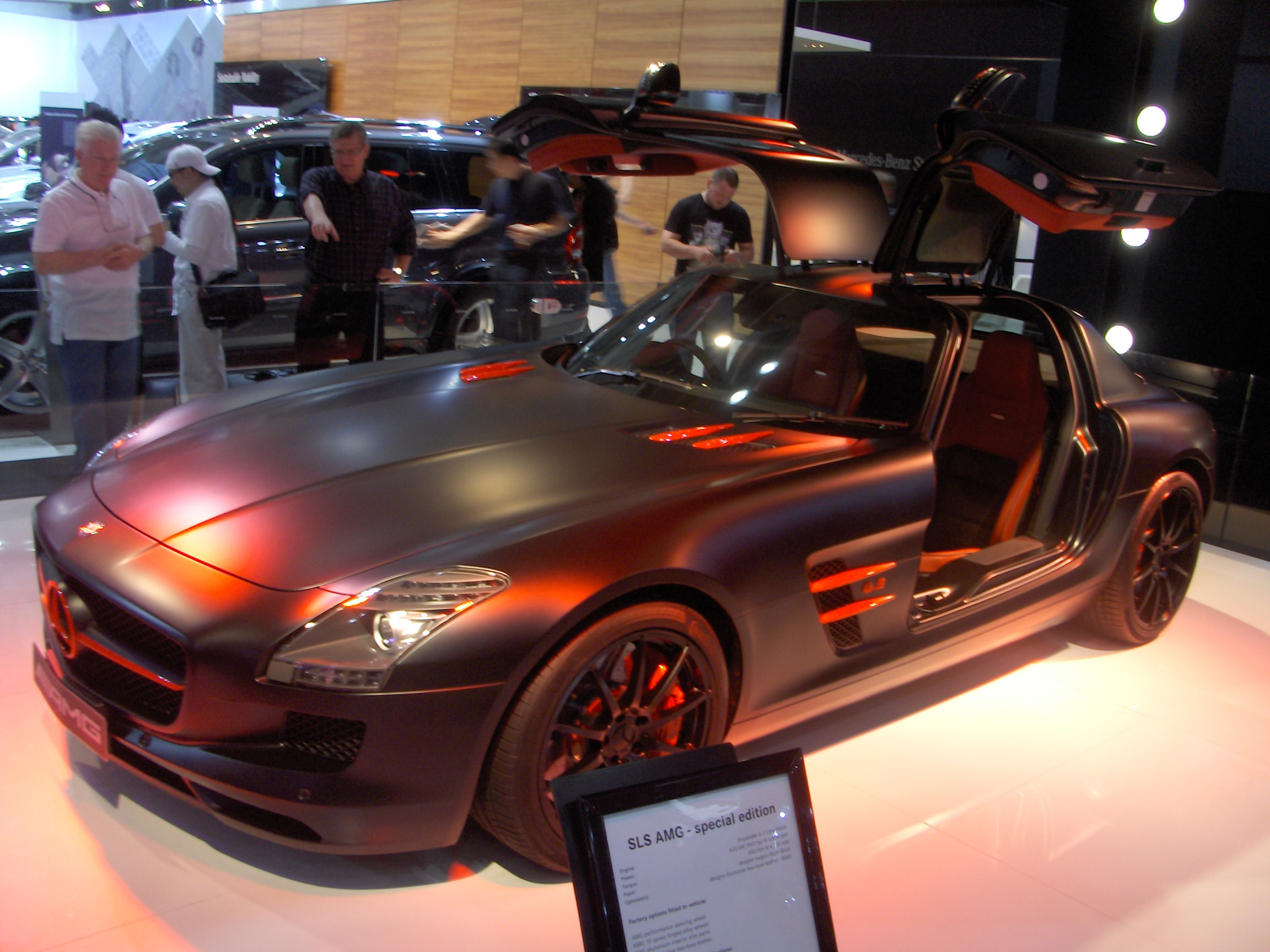
メルセデス・ベンツ・SLS AMG
右ハンドル車が存在するにもかかわらず、日本には左ハンドル車のみが正規輸入された車種の例
（画像はオーストラリア向け右ハンドル車）

左側通行である日本では一般的に右ハンドル車が使用されるが、一部、左ハンドル仕様のままで正規輸入・販売される輸入車が存在する。これは世界的にも特殊な例であるが、これには本項にて記述するとおり、輸入車の受容に関する日本独特の歴史的経緯が関係している。
前述のとおり、第二次世界大戦以前の日本では、国内で販売されているほとんどの自動車が輸入車であるか、外国メーカーのライセンス生産により製造された車両であった。フォードとGMの日本国内工場において生産された車両も右ハンドル仕様車であった。
しかし、敗戦を迎えると進駐軍により、北米仕様そのままの軍用ジープ、そして大衆車のシボレーはもとより、ビュイック、キャデラック、リンカーンといった豪奢なアメリカ車が左ハンドルのまま持ち込まれるようになった。これらの車両を目の当たりにした戦後すぐの日本人は、アメリカ車に対して憧れというイメージを形成した。それに加え、日本国内のマーケットにおいても、大衆車・実用車の市場は国内メーカーが受け持ち、高級車は欧米からの輸入車が受け持つという構造が早くから形作られていた。日本政府も特にハンドル位置に対する規制を設けなかったこともあり、「舶来物」のエキゾチックな印象、あるいは日本車に対する輸入車としての象徴（ステータスシンボル）として、日本人は「左ハンドル」に対し強い憧れを持ち続けることになった。
このため、かつては日本に輸入される大半の輸入車が、日本と同じ左側通行圏のイギリス車を含めて左ハンドル車であった。日本での大衆レベルへの販売に力を入れていたフォルクスワーゲンなどは1950年代から右ハンドル車を輸入（輸入元はヤナセ）していたが、これは稀な例であった。
1970年代、新設された排気ガス規制（昭和50年排ガス規制 - 昭和53年排ガス規制）に対し、大半の日本国外のメーカーは同等の規制をクリアしていた北米カリフォルニア州仕様車をベースにすることで対応したため、左ハンドル車はさらに増加した。
しかし、こうした象徴性も、日本において輸入車の存在が一般化すると、徐々に消滅してゆく。バブル景気に伴って市場が拡大した1980年代中盤、まずは欧州車を中心に右ハンドル車の導入が進んだ。ポルシェでも、1991年モデルからは全シリーズに右ハンドルモデルが設定されるようになった。1993年（平成5年）には、クライスラーがジープ・チェロキーの日本仕様を右ハンドルに変更・投入した。戦後ビッグスリーのアメリカ生産車としては初めてとなる。
2000年代以降は、日本自動車輸入組合（JAIA）の統計調査によると、輸入車全体の8割超が右ハンドル車となっている。現在は右ハンドル車のみ輸入されている車種が販売の主力になっている。
従来、右ハンドルの輸入車には、ドライビングポジションや、ブレーキペダルに対して高すぎるアクセルペダル、操作感などに問題がある場合があったが、1990年代の半ばぐらいからメーカー側でも設計時点からの考慮、ドライブ・バイ・ワイヤなど操作系の電子化などにより大きな改善を見せており、それらの問題はほぼなくなった。
一方、心情として「輸入車は左ハンドルであるべき」という信仰を持っている人たちも根強く存在し、スポーツカーや高級車では左ハンドル仕様車のみ輸入されているケースがある。メーカーにより右ハンドル仕様車が製造されているにもかかわらず、それが日本向けとしては用意されない車種すら存在している。フェラーリやランボルギーニといった高級スポーツカーブランドは、日本向け右ハンドル自体は用意されているが、実際の販売では今なお左ハンドル仕様車が中心である。消費者側でも「左ハンドル車を乗り継いだことによる慣れ」 を優先して左ハンドル車が選択されることも多く、イギリス車でも、イギリスから見て本来は右側通行圏向け輸出仕様車である左ハンドル仕様が販売・購入されるケースがある。この場合、日本が左側通行であるという点はもちろん、イギリス車が本国では右ハンドル仕様であるという点すら考慮されていない。
基本的には左右ハンドルが選べる車種は同一グレードの場合、同じ価格だが、例外として、マイバッハやアルピナ（共にオプション扱いになるため、右ハンドル車が割高）といった少数輸入される高級車があるが、一部には、低価格車としてはGM大宇・マティス（こちらは左ハンドル車が割高）の例があった。かつて輸入されていたアルファロメオ・156や、クライスラー・300C（2006年モデルまでと2011年モデル）は、装備品の違いにより同一グレードでも価格が異なっていた。
2022年現在においては、前述の通り右ハンドル仕様の販売が大半を占め「左ハンドル」への特別視はごく一部を除き消滅しつつある。これについては、日本市場への輸入車の普及が本格化・一般化したものとする意見もある。

#### ターンシグナルスイッチの位置
ハンドルの位置にかかわらず、基本的にターンシグナルスイッチ（レバー）の位置は、日本車とは逆の左側となる。これは国際標準化機構（ISO）で決められた規格に準拠したものである。→ターンシグナルスイッチの位置

### 輸入関税
日本では、完成車に対する輸入関税は、1978年に撤廃されており、税制上は世界で最も解放された自由市場となっている。日本の乗用車輸入関税が0%であるのに対して、同じく自動車生産国であるアメリカ合衆国では2.5%、EUでは10.0%、韓国では8.0%の乗用車輸入関税を課しており、税制上では不公正な状態が続いている 。

### 輸入車の価格

#### 価格設定
日本では、古くから輸入車は高級車の代名詞であった。実際、現在でも輸入車は日本車の同クラスの車種の1.5倍〜2倍程度の価格設定がされている場合がある。
この価格設定の理由として、特に欧州では一般的に日本車と比べて同一車種のバリエーションが多く、ブランド戦略上から日本に輸入されるのは、同車種でも欧米ではオプションとなっているような機能 や内装をフル装備とした高グレードのものが中心ということがある。
また、オペル・ザフィーラと、同型で装備が優っているにもかかわらず50-100万円も安価なスバル・トラヴィックとの価格差が話題になったことや、2009年頃からの円高、ドル・ユーロ安に於いても値下げが行われていないことから、日本人の舶来品信仰に乗じた価格の上乗せも指摘されている。
また、北米においての欧州車の販売価格は日本と比べると同車種でも半額〜3分の2程度であり（日本で600〜800万円台であればアメリカで4〜5万ドル台。ブガッティ・ヴェイロンも日本での価格は1億7900万円だが、アメリカでは125万ドルである）メルセデス・ベンツの後輪駆動モデルでも、低価格帯の車種（2万ドル台から用意されているメルセデス・ベンツ・Cクラスなど）であれば、物価の差を考慮する必要があるとはいえ、必ずしも高所得者層の所有物とは限らない。北米ではCクラスは日産のインフィニティ・G（日産・スカイライン）、トヨタのレクサス・ISと同価格帯である。

## 各国における輸入車

### 日本

#### 統計
日本では、1965年に自動車の輸入が自由化された。以後、年間の新規登録台数は数万台規模で推移していたが、1980年代後半から急激に増加した。1996年、史上最高となる42万7525台でピークを迎えたが、2年後の1998年には27万5869台まで減少した。以後は日本車（国産車）の販売と同様、ゆるやかな減少傾向となっている。2006年の新規登録台数は26万2274台であり、乗用車販売に占める輸入車のシェアは7.9%であった（以上、日本自動車輸入組合統計資料）。
日本は自動車販売台数で世界第3位の規模を持つ巨大市場 であるにもかかわらず、第二次世界大戦後、日本で現地生産を行う日本国外の自動車メーカーは僅かしかいない。これは、アメリカ合衆国やEU（欧州連合）の市場との大きな相違である。結果として、日本においては「他国のメーカー（ブランド）の自動車＝輸入車」という関係がほぼ例外なく成り立っている。そのため、輸入車を外国車と呼んだり、それをさらに短縮して外車と呼ぶこともある。
このような状況のため、日本国内においては、販売される自動車を「輸入車／日本車」と明確に区分するうえ、それぞれを異なる基準で評価・認識する傾向がある。

#### 歴史

##### 1945年以前
日本は、20世紀の初頭から自動車を輸入し始めていた。しかし当時の日本には自動車自体への需要が乏しく、売りづらい状況があった。外国商館が輸入していたが、アメリカでの価格に比べ、日本での卸値を通常4倍ほどに設定していた。そのため、日本の販売店は一般向けに販売する価格を設定することができなかった。買い手がつかずレンタカーにしようとしたが、それでも借り手がつかなかったという。そののち日本自動車株式会社が花柳界を中心に売り出したところ、ある程度の販売が見込めるようになったが、その反動で一般人からは金持ちの道楽だというイメージが焼きついてしまった。当時の一般人の憧れは、自動車ではなく豪華な馬車であったという。
しばらくして大正時代になる頃には、直接外国との取引に乗り出す日本の商社が現れるようになった。日本での販売価格が安くなったことで、商社という商社があらゆる自動車を輸入するようになり、商社で自動車を取り扱っていないところはないほどであった。ほとんど手当たり次第に各種の自動車が輸入され、その多くがタクシー用途に使われた。この頃の運転手は特殊技術者かつ花形職業であり、一方、自動車のセールスマンには運転手から転進する者が多かった。花柳界や大会社を相手に販売するセールスマンは一匹狼であり、丁々発止で大金を稼いだ（いわゆるブローカー）と言えた。パッカードのその年の新車の第1号車を購入するために、毎年複数人が全身全霊をかけて販売店経営者と営業を接待したとか、さらにそれらを出し抜くため、購入者自身がアメリカに乗り込み手続きをし、日本の輸入元が売った際の販売手数料もきちんと支払い、船賃滞在費などすべて合わせても接待するより安かったというような逸話が残っている。しかし、ほどなくして官公庁が自動車を求めるようになると信用が求められるようになり、見積書の提出も必要になったため、輸入代理店は会社として信用のあるところが残って行く。
1923年（大正12年）の関東大震災により路面電車が使えなくなった東京市（当時）が、代替バスのベース車両用にフォード社に1000台のT型を発注した。しかしフォードは800台しか対応できず、逆にここに商機をみたフォード社は1925年（大正14年）に横浜市子安に組立工場を建設し、日本市場の開拓に乗り出す。2年後、ゼネラルモーターズがフォードを追って、大阪市鶴町にシボレー組立工場（日本ゼネラル・モータース）を建設した。この2社により日本での初期のモータリゼーションが始まった。トラックやバスへの架装も多く、乗用車は主にタクシー用途に使われた。
しかし軍部の影響力が強まるに従い、戦時体制へと傾倒する中、先述のアメリカ2社は日本から撤退し、外国製品排斥の気運から、自動車の輸入自体も極端に減少していった。

##### 1945年以降
第二次世界大戦の敗戦で、GHQ（連合国軍最高司令官総司令部）が日本で活動するようになると、GHQ関係者が使用するため、東京を中心に大量の車が持ち込まれた。当初はジープやトラックが多かったが、日本人はすぐに大量の洗練されたアメリカ車を目の当たりにした。日本人高官や企業関係者もそれらの高級車を使用するようになった。アメリカ車が多かったが、GHQ内でもスポーツカーを好む者は欧州製を持ち込む傾向が強かった。アメリカで乗られている自動車とはどのようなものなのかを日本人はこのとき知った。
1950年代から1960年代はアメリカ自動車産業の最盛期であり、アメリカ車は憧れの対象であった。しかし、1950年代当初の「乗用車生産を日本がすべきか否か」という国レベルでの大議論を経て、最終的に「すべき」と判断した国と自動車メーカーが技術取得のためにライセンス生産に選んだのは欧州車であった。1950年代は欧州車が日本のメーカーにより組立（ノックダウン生産）、および販売されていた時代であった。日本車（国産車）はマイナーな存在であり、品質や性能でも欧州車を下回っていたため、日本では乗用車イコール輸入車、という時代が続いていた。1950年代末ごろまでは乗用車販売のほとんど、つまり輸入車の多くがハイヤー・タクシー用途への販売だった。
1960年代後半、本格的なモータリゼーションを迎えるが、それを担ったのは大衆車を初めとする日本車であった。1970年代、2度のオイルショックを経て「大きい」、「燃費が悪い」などの理由でアメリカ車の人気は凋落した。輸入車への需要は、主要なアメリカ車に比べたら小振りで、操縦安定性などにおいて一日の長のあった欧州車へと移行した。1970年代半ばにはランボルギーニ・カウンタックに代表される「スーパーカーブーム」も起こり、日本車の普及とは対照的に、日本における輸入車は、「高価で高性能」「特別な自動車」となった。
1980年代後半、バブル景気とも相まって国民の懐に余裕が生まれ、日本車、輸入車共に販売台数は大幅に増加した。それまでは富裕層が主な購入ターゲットだった輸入車も、より広い層へとマーケットを広げるようになり、1985年には約5万台であった年間販売台数が1990年（平成2年）には約22万台と急増した 。同時期には、BMW3シリーズが「六本木のカローラ」、メルセデス・ベンツ・190Eが「小ベンツ（こべんつ）」「赤坂のサニー」などと皮肉られることもあった。
輸入車市場の拡大とともに海外メーカーは日本法人を設立、それまで日本国内の代理店に与えていた輸入権を移す動きが広がった。BMWジャパン（1981年）を始め メルセデス・ベンツ（1986年）、フォルクスワーゲン・グループ（1991年）など、海外メーカーが設立した日本法人が、相次いで輸入者となって日本でのビジネスをコントロールするようになった。業界を代表する輸入代理店であったヤナセではフォルクスワーゲンの輸入権喪失とともに販売店契約も破棄したが、従来の日本資本輸入代理店の大半は、うまみの少ない一ディーラーとして事業を続ける道を選んだ。一方では、トヨタ自動車がフォルクスワーゲン（VW）と提携しての同車販売店（DUO店）展開、マツダが同社のユーノス店でシトロエンとランチアを販売するなど、輸入車の販売網は拡大した。
しかしバブル崩壊に伴い、早くも1991年（平成3年）には輸入車販売は減少に転じた。主にアメリカとの貿易摩擦回避など政治的な意味合いで、ホンダによるジープ・チェロキーの販売（1993年 - ）、トヨタによるシボレー・キャバリエ（トヨタ・キャバリエとして）の販売（1996年 - ）などもあったが、販売成績上は低調なものに終わった。1996年（平成8年）、輸入車販売台数は史上最高を記録したが、これはホンダ・アコードワゴンなど、国外生産された日本メーカー車の販売増加に拠るところが大きかった。
2000年（平成12年）、久しぶりの新規参入メーカーとしてヒュンダイ（現・ヒョンデ）が韓国車としては初めて本格的に参入した。しかし販売は極めて低調で、参入から9年目の2009年（平成21年）の年間登録台数は501台（日本自動車輸入組合統計）に留まり、同年11月には日本での乗用車市場から撤退することを発表、翌2010年（平成22年）をもって日本での乗用車販売を正式に終了した。代わって2009年（平成21年）から大型バス「ヒュンダイ・ユニバース」が輸入・販売され、韓国に近い九州を中心とした一部のバス事業者が観光バスや高速乗合バス用に導入している。スカニアは2002年（平成14年）に日野自動車と提携してトラクターヘッドを輸入・販売していたが、2010年（平成22年）からはスカニアジャパンを発足させて日野との提携を解消、トラクターヘッドだけでなく連節バスや二階建てバスなどの輸入・販売も行っている。
輸入車販売は、2003年（平成15年）以降、4年連続での前年販売割れとなっている。そんな中、日産自動車やトヨタ自動車などが日本国内販売向けの一部車種を海外工場で生産し、日本に輸入しているため、日本自動車輸入組合の発表する「車名別輸入車（乗用・貨物・バス合計）登録台数」の上位に名前を列ねている。

### 大韓民国

#### 統計
大韓民国（韓国）では、輸入乗用車に8％の関税をかけており、2017年の輸入乗用車の新規登録台数は23万3088台（国産車は155万80台）で新車市場の約13.1％を占めた。また、海外ブランドとしては韓国GMとルノーサムスンによってシボレーなどの現地生産が行われており、統計では国産乗用車として扱われている。
韓国における輸入車は、長らく「成功の象徴」「富裕層専有物」という強いイメージを以て見られ、輸入自由化当初には大衆による非難と嫉妬の対象ともなったほどであったが、近年はその台数も増え、当時に比べるとそのような認識は薄れている。一方で、2016年の車種別輸入車販売台数はメルセデス・ベンツ・EクラスやBMW・5シリーズ、フォルクスワーゲン・ティグアンなど高排気量で大柄のものに偏っており、輸入車市場における誇示性消費の傾向は未だに残っているとする見方も業界内にある。

#### 経緯
韓国ではもともと自動車が通関禁止品目で、正規ルートでの購入は不可能であった。しかし、韓国在住の外国人が持ち込んだ乗用車が中古で出回っていたため、1984年には既に2900台程の海外製乗用車が存在していたことが確認されている。1987年7月には対米貿易摩擦を避ける期待の下、2000cc以上の乗用車に限り自由輸入を開始し、翌1988年には排気量の制限も撤廃された。
1987年に輸入された乗用車は漢城自動車が輸入したメルセデス・ベンツの10台のみであったが、1990年には2325台まで増加した。その後日本の要求による諸税引き下げを経て1996年には10,315台まで増加し、BMWなどが韓国法人を設置するまでに至ったが、アジア通貨危機により1998年には2075台まで減少する。しかし、2002年には内需市場の1%を占めるようになり、2011年には輸入台数が10万台を突破、2012年には10％を占めるようになった。
2015年には24万3900台（国産157万9705台）で台数、占有率（約13.4％）ともに過去最高の数値を記録したが、2016年はフォルクスワーゲンの排ガス不正問題の影響により17年ぶりの減少（22万5279台、占有率12.4%）となった。

### カンボジア
カンボジアでは新車・中古車の区別なく政令により右ハンドル車の輸入が禁止されている。

### ペルー
ペルーでは左ハンドル車は輸入可能だが、右ハンドル車として製造されたものを左ハンドル車に改造した車両は輸入できない。

### コスタリカ
コスタリカでは法律により右ハンドル車及び右ハンドル車の左ハンドル車への改造車の国内走行が禁止されており輸入もできない。

### パナマ
パナマでは交通・陸上運輸庁決議により右ハンドル車及び右ハンドル車の左ハンドル車への改造車の国内走行が禁止されており輸入もできない。

### パラグアイ
パラグアイでは法律により右ハンドル車の国内走行が禁止されており輸入もできない。

### ドミニカ共和国
ドミニカ共和国では右ハンドル車及び左ハンドル車を右ハンドル車に改造した車両の輸入が禁止されている。

### エジプト
エジプトでは右ハンドル車の輸入が禁止されており、左ハンドル車の輸入も車齢条件等による制限がある。

### ウズベキスタン
ウズベキスタンでは、閣僚会議決定により、右ハンドル車の登録と使用が禁止されており、右ハンドル車は輸入自体が禁止されている。また、国産車販売促進のため輸入車のシェアも極めて低い。

## 日本における輸入車

### 正規輸入車と並行輸入車
法的には「正規輸入車」と「並行輸入車」とは区別されていない。
日本において公道を走行するための自動車は、道路運送車両法に基づき、国土交通大臣に対して自動車の型式ごとに安全性、環境性などを申請し認可されている必要がある。
型式の認定は、 一般的な量産自動車は「型式指定自動車」、大型商用車などは「新型届出自動車」、年間輸入台数が2000台以下の車種では「輸入車特別取扱自動車」の3種に分類される。このいずれかで認可された輸入自動車が一般的に「正規輸入車」と呼ばれ、またこれらを取得していない輸入自動車を「並行輸入車」と呼んでいる。
「型式が認定されている車」と「そうでない車」の違いは個別車種が保安基準に合致しているかどうかを「事前に登録されている型式」で見るか「実際の個別車両」で見るかの違いである。公的な自動車検査機関がおこなう検査のために要する時間が、同一仕様が大量に生産される車両であれば「型式」というもので簡略対応できるという用途のものである。その代わりに個別車両での車両規定合致検査は一台一台厳格な検査が要求されるが、実際は法的措置によって一部簡略化されている。
「並行輸入車」とは、一般の商品で「並行輸入」といわれる「日本の正規代理店が取り扱っている商品を別の業者が別のルートで輸入し販売すること」をさす意味とは異なる。「並行輸入」は「正規代理店があるのにそれを通さずに輸入すること」である。しかし、この意味での「並行輸入」の自動車を指し「並行輸入車」と言う場合も多い。「“正規代理店が存在しない車種”を輸入すること」に用いられ、また「メーカーとしての正規代理店はあるが日本国内で販売されていない車種」を他の輸入業者が輸入販売する際にも用いられる。

#### 正規輸入車
前出の通り、「正規輸入車」とは法的には正式な呼称ではない。
自動車技術総合機構は、「輸入自動車のうち、自動車製作者または同製作者から自動車を購入する契約を締結して日本への輸入を業としている者が国土交通大臣に対して自動車の型式ごとに安全性、環境性などを申請または届出し、これを認められた場合は、これらの自動車を「型式指定自動車」、「新型届出自動車」または「輸入車特別取扱自動車」（いわゆる「ディーラー車」）として取り扱っています。」と定義している。
基本的には日本の型式指定を受けるため、外国での製造時点で排ガス基準や気候の違いなど日本の状況に対応するため、一部仕様変更がされている。後述する、日本メーカーの外国工場で生産されて日本に輸入され、国内の自社販売網で販売される、いわゆる逆輸入車もこれに該当する。
「正規インポーター」が輸入したものであろうとなかろうと、上記3通りの型式指定を受けていないければ法的名称として下記の「並行輸入自動車」となる。『多くは』「国外メーカーの指定する（または設立した）正規インポーター」であり、『多くは』型式指定を受けて「正規輸入車」として販売されているということである。
正規輸入車であっても、少数販売しか見込めない場合は型式不明車とする場合（三井の輸入車による販売）や、輸入車特別取扱制度による型式認定を受ける場合（ヒュンダイ・ユニバースなど）もある。
近年では、販売数の多い主要な外国自動車メーカーでは日本法人を設立し、そこを正規インポーター（輸入元）としていることが多い。日本法人がある自動車メーカーの場合、日本車に劣らない販売・サポート体制が完備されているケースが多い（一部部品の取り寄せに時間がかかる可能性はある）。

#### 並行輸入車

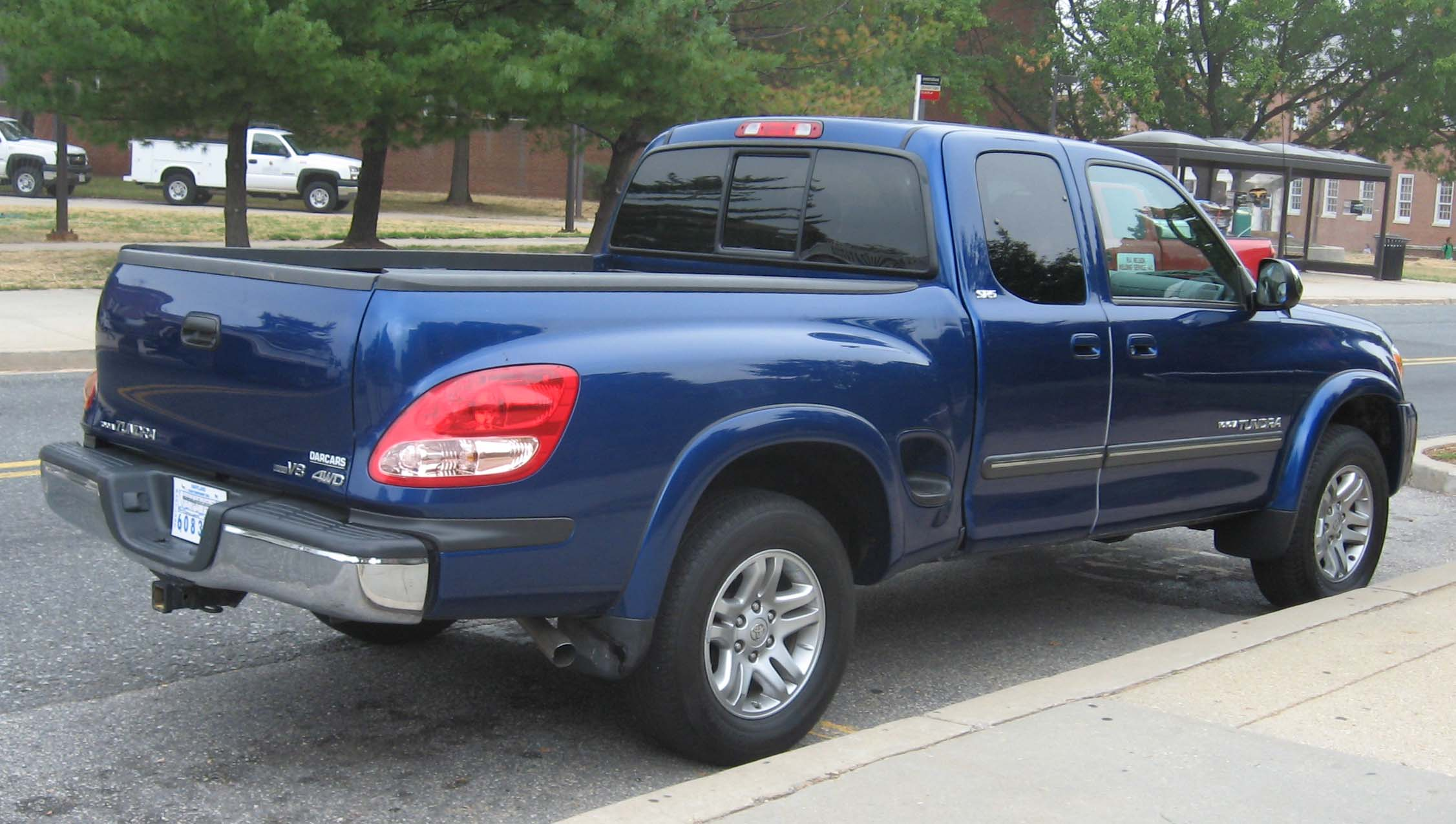
トヨタ・タンドラ（写真は初代）
同社のタコマと並び並行輸入が多い

「並行輸入車」もまた法的には正式な呼称ではない。自動車検査独立行政法人は、「日本で未登録の自動車を個人で日本に輸入した場合は、原則として「並行輸入自動車」として取り扱われます」と定義している。
車検証上の型式は「不明」もしくは型式が「--」（ハイフン、通称ヒゲ）で囲まれる。具体例としては、フェラーリ・F355の場合、型式欄が正規輸入車では「GF-F355」となるが、並行輸入車の場合「-F355-」と記される。これは、「指定自動車等と同一」または「指定自動車等と類似」として登録されるためである。
「指定自動車等と同一」「指定自動車等と類似」以外の輸入車に関しては、「その他」とされ、型式「不明（またはFUMEI、HUMEI）」として登録される。正規インポーターによる型式認定以前に輸入された個体の場合は型式不明で登録され、正規輸入車の型式認定取得後にヒゲ囲みによる「指定自動車に類似」への変更は（原則として）できない。
車台番号については、審査事務規定5-2-2の (1) 以外の並行輸入自動車及び製作者の特定が困難等の理由で車名が「不明」となる場合には、国土交通省による車台番号の職権打刻が必要であることを規定されている（この場合、元の車体番号(VIN)は、車検証備考欄にシリアルナンバーとして記される）。
「指定自動車等と同一」「指定自動車等と類似」「その他」の3通りのいずれの場合であっても、国が定めた衝突安全性や排出ガス基準に適合していなければ国内で登録することはできない。しかし、中古並行車の場合などは、現地での登録書類等により製造年が特定できれば、その製造年に対応する安全基準・排出ガス基準が適用される。例えば1950年製の車を並行輸入する場合、シートベルトは不要で触媒もないままで日本国内での登録ができる。
近年は生産国の安全・技術基準を「同等外国基準等」と規定し、適用される技術基準（衝突安全性、シートベルト、灯火類など）について適用対象・適合性を証する書面を省略できる。
なお、型式認定との違いは、同型式の車両を複数台輸入した場合においても、原則それぞれ一台毎に国が定めた衝突安全性や排出ガス基準等の適合性についての証明や届出が必要であるという点である（なお、輸入者が同一である同型式、同重量区分の車両の場合、一台の適合性の証明で複数台の基準適合性を証明できる場合がある。これは通常「排ガス枠」などと呼ばれるものである。）。
詳しくは自動車検査独立行政法人  の審査事務規定を参照のこと。
並行輸入自動車では、日本未投入車種が輸入されることが多い。また、日本のディーラーで販売される正規輸入車では設定されていない仕様（特定グレード、MT仕様、ディーゼルエンジン、HDDカーナビなど）やブランド（ランチアなど）もある。
自動車部品のサプライヤーが、プロモーションの一環として自社の部品を使用している車両をスポット輸入することもあり、また正規インポーターもデモカーやサンプルカーとして輸入することがある。BOSCHによるアルファロメオ・ミト（ディーゼル仕様車）、フォードジャパンによるサンダーバード（11代目）の輸入例がある。
また、上記のトヨタ車（タンドラ、タコマ、ランドクルーザーディーゼルなど）や日産・タイタンのように日本では正規販売を行っていない輸入・逆輸入車を専門に輸入する業者も見受けられる。

### 販売店区分

#### 正規輸入代理店
後述の正規インポータ（輸入元）（多くは外国自動車メーカーの日本法人）が輸入し、輸入元と契約したディーラ網（例：メルセデスの場合、ヤナセやシュテルン店）で販売されるケース。販売会社は、日本車ディーラーの関連会社として設立されることも多々あるが、1990年代半ばには日本車ディーラーで一部の輸入車を販売していたこともあった（三菱ギャラン店におけるメルセデス・ベンツの販売や、ホンダ販売会社におけるジープの販売など）。

#### 並行輸入業者
一般の商品で「並行輸入」といわれる「日本の正規代理店が取り扱っている商品を別の業者が別のルートで輸入し販売すること」をさす意味での「並行輸入車」は、一般に「並行輸入業者」とよばれる販売店（自動車整備業の団体が多い）が販売する。
未登録、未走行の新車を並行輸入した場合「新車並行」、現地で登録済みや走行距離が明らかに多い中古車等の場合「中古並行」と区別されることがある。これは法令上の定義ではなく、通常、販売者が宣伝のためにおこなう区別である。新車でも製造年式と日本での登録年式の差異が生じることが多い。これは保管、輸送、輸入など様々な時間軸の差が影響して生じるものである。新車でも販売奨励金を受けるために日本国外のディーラーにおいて登録し「新車並行」として販売するケースがある。この販売のための区別に厳密な定義はない。いずれの場合においても、日本の法令上の車両登録では「新規登録」となり初回車検が適用される。
「並行輸入」の観点では、ヨーロッパ車の場合は、ユーロ高の影響や日本法人ができたことによる間接費の節減により、正規輸入車が安いといった逆転現象がある。

#### 個人輸入
一部のマニア・企業が、日本で正規輸入代理店で取り扱われていない車種をスポット的に輸入するケースがあるほか、稀な例として、外国滞在中に現地で自動車を購入して、帰国時に日本に持ち帰るケースがある。個人の乗用車ではないが、ジェイアールバス関東がサンプル輸入したドイツ製超大型バス「ネオプラン・メガライナー」も、この類例に近い。
ただ、自動車の個人輸入については、通関手続き以外にも各種排ガスなどの対応・検査や登録などの膨大な手続きが伴い、実際に日本国内を正規に走行できる自動車として登録を取るのは、技術力などを持つ整備業などの協力がないと不可能である。過去に大阪府の中古車販売業者が、デモンストレーションを兼ね旧東ドイツ製乗用車「トラバント」を輸入し、登録を試みたことがあったが、排出ガス規制がクリアできなかった実例がある。

### 輸入車の購入
輸入車は販売するディーラーによって販売時のサービス、および、保証・修理などのアフターサービスに差異があることが一般的である。都市部でこそ複数ある販売店も地方部では1県に1店、極端な場合は日本全国でその1店のみといったサービスネットワークの限定もある。輸入のみのディーラーでありアフターサービスを行わない個人輸入をサポートする販売店もある。購入時には注意が必要である。また、使用部品が異なる、仕様の違いに対応できない等の理由で、正規ディーラーで修理を受け付けないケースもある。並行輸入車の購入は、修理やリコール時の対応へのリスクは承知の上での購入であることもある。ただし、並行輸入車であるという理由のみでディーラーが修理等を拒絶することは独占禁止法上の不公正な取引方法に当たり、違法行為となる。この為、並行輸入車の整備には費用・日数を要する場合があると表示している輸入車ディーラーも存在する。
並行輸入車の場合、以下のような問題が発生しやすい。
自動車保険の車両保険の保険金額・保険料、事故の場合、賠償金の問題
保険会社では、型式ごとに料率クラスを、型式と初度登録年で車両標準価額を定めて車両保険を引き受けているため、この基準に合致しない並行輸入車の場合、希望する補償内容を断られたり、引き受け交渉が必要な場合、引き受け不可能とされる場合が多い。また、相手方の保険会社から車両について発生した損害の賠償を受ける場合も、資料が乏しい為に損害額を算定できなかったり、実際の損害とかけ離れた金額しか賠償されないようなケースもある。型式不明車であっても、正規インポーターによって輸入されている（正規輸入であっても型式不明であるハマー・H2等の）場合は通常問題ないものの、やはり引き受け不可能とする損害保険会社も存在する。
補修部品の供給などの問題が発生しやすい
メーカーが、仕向地によって仕様や部品を変えている場合も少なからずあり、特に生産終了から時間が経過した車種においては、補修部品の入手が困難なケースも多い。
ただし、欧米では部品メーカーによる補修部品の供給が特定メーカーに結びつくことなく行われており、特にアメリカでは国土の広さから歴史的にユーザのDIYレベルが高く通信販売が古くより普及しており、販売車両数が多く長期に使用されることから補修部品の安価な流通がなされており、メーカー部品供給が切れても部品メーカーによる代替品が長期に販売されてもいる。これに近年のインターネットの普及によって、アメリカからの補修部品の取得は大変容易になっているため、アメリカで販売されている車両では、日本においても、自車の部品の特定、および、実際の補修サービス実施の技術が確保できるのであれば日本車以上に長い年月の補修も可能となる場合がある。よって、一般的な日本車のサービス形態とは異なるユーザ意識が求められる場合がある。

### 特徴
日本車との比較において、以下のような特徴を指摘されることがある。ただ、これらは根拠が不明確でイメージに過ぎない場合も多く、特に輸入車は多様な国や地域の多様な車種を含むため、一概に論ずることは本来適切ではない。

#### プラス面
- ブランドの価値
  - 「一度は乗ってみたい高級車」への回答には、輸入車が多い[18]。
  - 日本より歴史の長い欧米車メーカー・ブランドが多い。創業年はメルセデス・ベンツが1881年、ルノーが1899年、フォードが1903年、ゼネラル・モーターズが1908年など。ちなみにトヨタは1933年。
- 性能など
  - 耐久性に優れた車種がある（ボルボ、メルセデス・ベンツ、ポルシェなど、主にドイツ車やスウェーデン車。乗用車の走行距離世界一は1966年型ボルボP1800で、約270万キロでギネスブックに認定されているとのこと ）。
  - デザインが個性的であるとされる場合がある（当然メーカー・ブランド・車種によるのでこれは一概には言えない）。
  - 座席（特に前席）の作りが長距離運転しても疲れない作りとなっている[注 13]。
  - 欧州車の場合寒冷地仕様は謳っていないものの、寒冷地仕様相当の装備を標準装備としている。
- 安全性への高い意識
  - 欧米車は、横滑り防止装置の普及率が高い[19]。
  - 特にコンパクトカーにおいて、欧州からの輸入車と日本国内で販売されている同クラスの日本車とを比較すると、各種安全装備が充実している場合が多い。安全性を強調するブランド戦略のため、本国ではオプション扱いとなっているようなものまで標準装備されている場合もあるが、逆に上記の横滑り防止装置や、後部中央座席（5人乗りの場合）のヘッドレストと3点式シートベルトといった装備は、現在の欧州からの輸入車に非装備車は全く見られない（そもそも現在の欧州での法規制に通らないのでそのようなグレードは生産されていない）。サイドエアバッグ、カーテンシールドエアバッグなどは、最下位グレードの車種でも例外なく標準装備されていることと比べると[注 14]、特に後部中央座席ヘッドレストと3点式シートベルトは同クラスの日本車ではオプションですら用意されていないことがあり[注 15]、安全装備の充実を最優先して比較すると、輸入車が割安となることがしばしばある。

#### マイナス面
- 輸入の際の運搬中、傷やへこみが付く場合があり、それらは販売前に専用のデポで補修されるがコストとして販売価格に加算されている。
- 輸出を考慮していない車種の場合、実用上・安全上の問題が生じることがある。
  - アメリカ仕様車及びイギリス仕様車を日本に持ち込んだ場合、速度計がマイル表示主体となる[注 16]。マイル表示の速度計のみでは車検に通らないが、キロ表記とマイル表記が併記されているメーターであれば問題ない。また、総走行距離計（オドメーター）がマイル表記であることについては一切差し支えない。
  - アメリカ製ミニバンの一部では、左ハンドルのみであることに加え、日本仕様であっても後部スライドドアが右側にしか設けられていないことがある（シボレー・アストロが典型例[20]）。この場合、左側通行の日本では後部座席には車道側から乗降することになるため、道路上での乗降は非常に危険である。なお、シボレー・アストロの販売を行っていたヤナセでは、「このドアは後席用スライドドアではない。車道から運転席へ乗り込むための運転席アクセスドアである。後席へは歩道側から運転席ドアを介し、ウォークスルーして乗り込んで欲しい」という極めて不条理な説明を用意していた。ヤナセで販売されていたシボレー・アストロの後部スライドドア開口部には、同様の内容を記したステッカーが貼られている。
- 欧州車（ガソリン車）ではハイオク指定がほとんどで、燃料費が割高となることがある[注 17]。
  - アメリカ車ではレギュラー指定が多い。
  - 欧州車の小 - 中排気量車の実用燃費は一般に日本車とそれほど変わらず[注 18]、特に高速巡航での燃費は一般的な日本車より優れている場合もある（特にディーゼル車）が、ガソリン車での燃料指定はハイオクとなる場合がほとんどである。
- 各種部品が割高である場合が多く、結果として維持費が高くなりがちである。正規代理店で購入した場合は購入後のサービスを低価格もしくは無料で受けられる場合もあるが、通常の部品代や工賃は同等の日本車より割高に設定されている場合が多い[注 19][注 20][注 21]。
- ディーラー網やメーカー・ブランドが撤退した場合、保守面の不安が生じる（サターン、オペル[注 22]、ローバー、ヒュンダイ[注 23]、フォードなど）。
- 一般に日本車よりディーラー数が少ない（ヤナセの174店舗に対し、フォルクスワーゲンは309店舗、シトロエンは70店舗、三菱【ふそうを除く】が751店舗[24]、トヨタは4963店舗[25]、レクサスが214店舗）。
- グリーン税制やエコカー減免の対象外となりやすい。特に、型式指定を取得していないPHP輸入車・並行輸入車等の場合、燃費計測が行われていないことから、グリーン税制やエコカー減免の基準に合致できないことが多い。逆に、輸入車がグリーン税制やエコカー減免の基準に合致できていても、減税額は国産車よりも低い。また、エコカー補助の対象外となったり、サポカー補助の対象外となる可能性がある。
- マイナス面というほどではないが、一部の月極駐車場[注 24]ではCセグメントの車種だと車幅制限[注 25]に引っかかって契約できない場合がある。同様に車幅制限のある立体駐車場に駐車出来ない場合がある。
- 任意保険の保険料が、国産車よりも割高になりやすい。
- 国産車と比べると値崩れが早いことがあり、中古車買い取り価格や下取り価格も、国産車と同等のクラスよりも低くなることが多く、リセールバリューもあまり期待できない場合がある。

#### 俗説
輸入車全般への俗説（または迷信）もある。
- 「日本車より輸入車の方が故障が多い」または「日本車より輸入車の方が安全性が高い（特に安全性を前面に出して宣伝されているドイツ車やスウェーデン車）」などと、ひとまとめで議論しようとする見方があるが、日本車と輸入車の間で故障率や安全性が異なるという事実はない。故障率や安全性はメーカーの設計思想や生産国、車種や年式、グレードや搭載オプションなどによって差異が認められる[26][27][28]。

### 主な輸入車インポーター

#### 外国メーカーの日本法人
- メルセデス・ベンツ日本
- フォルクスワーゲングループジャパン
- ポルシェ・ジャパン
- BMW JAPAN
- ボルボ・カー・ジャパン
- ルノー・ジャポン
- Stellantisジャパン株式会社
  - プジョー
  - シトロエン
  - フィアット
  - アルファロメオ
- ゼネラルモーターズ・ジャパン
- フェラーリ・ジャパン
- ランボルギーニ・ジャパン
- マセラティ・ジャパン

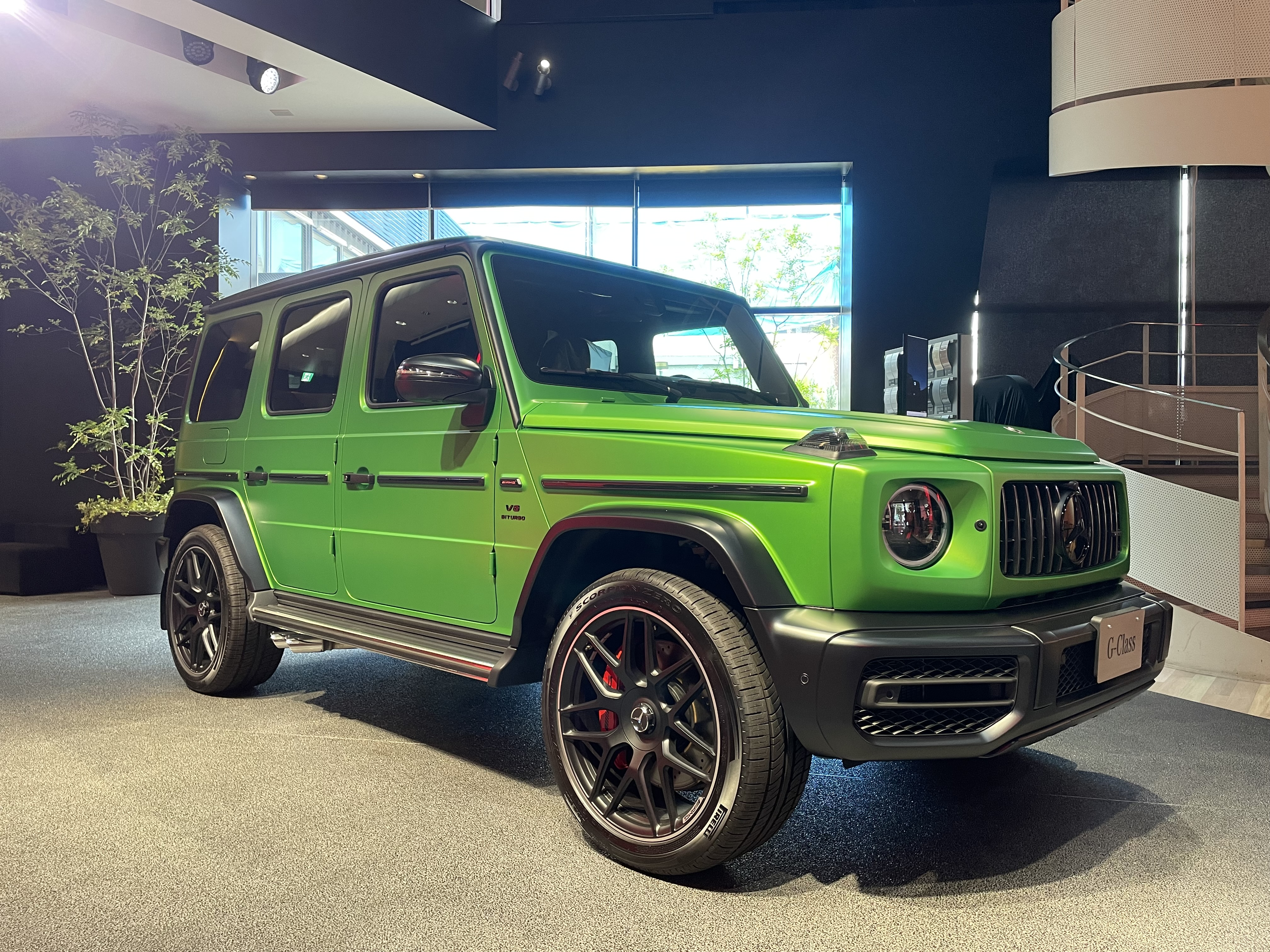
メルセデス・ベンツ・Gクラス

- Hyundai Mobility Japan株式会社
- スカニアジャパン

#### その他のインポーター
- オートトレーディングルフトジャパン
- オートプレステージ
- ニコル・オートモビルズ - BMWアルピナ車の輸入権を保有。
- UDトラックス - ボルボ（商用車）の輸入。

#### 過去のインポーター
- Audi Japan（2022年1月1日付でフォルクスワーゲン グループ ジャパンへ吸収合併）
- 日本ゼネラルモーターズ
- フォード・ジャパン
- ヤナセ
- ミツワ自動車
- 伊藤忠オート - 1970年代までアルファロメオを輸入
- 三井物産オートモーティブ （三井物産グループ）
- プレストコーポレーション
- 大沢商会 - 1990年代のアルファロメオを輸入
- クインランド・カーズ （旧近鉄モータース）
- チェッカーモータース
- スズキ - 1987年～1994年、プジョーを輸入
- キャピタル - オースチン、ルノーを輸入
- シーサイドモーター - 1970年代に存在したスーパーカー専門の輸入元。
- ジヤクス・カーセールス（JAX） - フィアット、アバルト、ルノーを輸入。1992年、「フォルクスワーゲン・アウディ日本（現フォルクスワーゲン グループ ジャパン）」が株式過半数を取得し、ファーレン東京とした。のち商号変更され会社登記上は現在のアウディジャパンにつながる（ただしファーレン東京の全業務はフォルクスワーゲンAGが新規に設立した新ファーレン東京に譲渡され現在のフォルクスワーゲン東京につながる。）。
- サミットモーターズ（住友商事系） - 1990年頃、フィアットを輸入。
- 西武自動車販売 （セゾングループ、のちに新西武自動車販売に変更） - 主にシトロエン、サーブを輸入
- 東邦モーターズ - オペル、オールズモビル、フィアットを輸入。
- 日英自動車 - モーリス、ルノー、アルファロメオを輸入。1985年解散。
- バルコム・トレーディング・カンパニー - BMW乗用車を輸入
- フランス・モーターズ （ヤナセ傘下） - 1990年代のルノーを輸入
- ボルボ・カーズ・ジャパン - ボルボ（乗用車のみ）を輸入
- 三菱商事 - ヒュンダイXL（販売は三菱自動車）、ウィネベーゴを輸入
- ローバージャパン
- セントラル自動車（現・トヨタ自動車東日本） - トヨタ・タンドラを輸入
- コーンズ・アンド・カンパニー・リミテッド
- WILLER ALLIANCE - 大宇バス製の大型バスを輸入。系列のWILLER BUS（現:WILLER EXPRESS）各社に多数が導入された。

### 逆輸入車

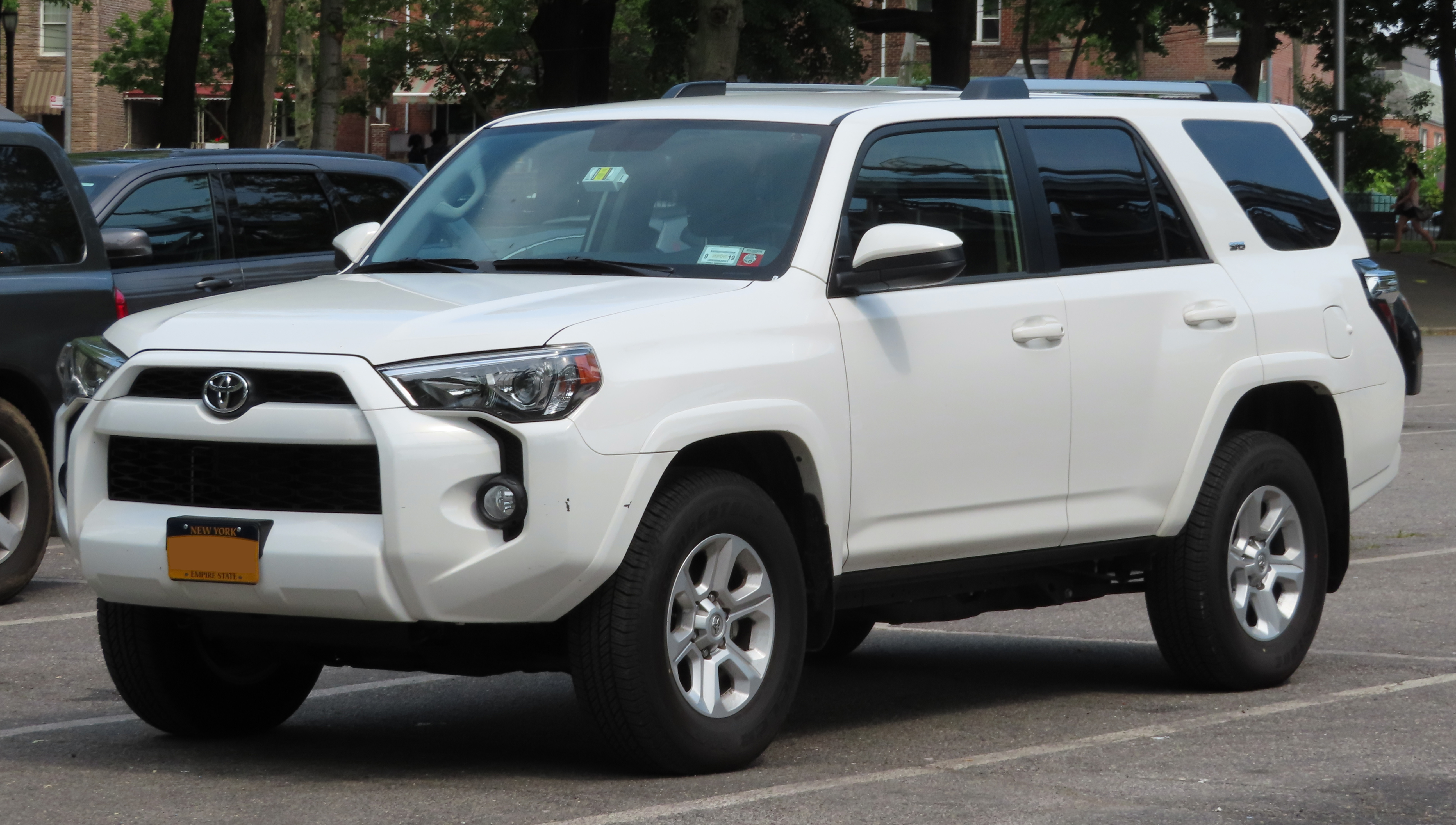
トヨタ・フォーランナー

日本国内で生産した国外向け輸出モデルのうち、日本へ再輸入された車両を「逆輸入車」と呼ぶことがあるが、これはあくまでも俗称であり、正式な呼称ではない。以前は日系メーカーの海外工場で生産され、日本へ輸入された車両 （現地生産車） もこのように呼ぶ向きもあったが、これは単なる輸入車と同じであるため誤用であり、その意味では定着していない。主に趣味性・嗜好性が高く、日本国内で未発売となる仕様違いを含む輸出専用モデルがほとんどで、オートバイ、スポーツカー、SUV、ピックアップトラック、前輪駆動由来の大型サルーン（セダン）に例が多い。
オートバイの場合、日本仕様車では750 cc排気量規制、出力規制、速度表示規制（これらは現在撤廃）、速度リミッター、他国仕様に比べ厳しい音量規制など、各種規制が厳しかったため、規制を受けない利点から逆輸入車が広まった。
過去にはホンダの大型オートバイGL1000、CBX、CB1100R、CB900F、CX ターボ、スズキのGSX1100Sカタナなどが先鞭をつけたが、逆輸入の勢いに火をつけたのは、カワサキのGPZ900Rニンジャである。これらは750 ccの排気量自主規制がなくなった後も逆輸入され続けたが、これは特に騒音規制について輸入車は2010年まで一部数値（加速走行騒音および定常走行排気騒音）の適用が免除され、近接排気騒音のみ適用となっていたことから、フルパワー車両の逆輸入が行いやすかったため、オートバイに自動車排出ガス規制が適用されるようになった後も縮小してしまった国内市場を見切った輸出専用車や、保安部品の後付けで公道走行が可能となる恩恵を受けられる競技専用モトクロッサーなどに乗るための逆輸入が広く行われた。
しかし、2008年9月から自動車排出ガス規制が輸入オートバイにおいても全排気量車で強化されることになり、欧州EURO-IIIや台湾第5期規制などの国内規制に並ぶ規制値に対応していない2サイクルエンジン搭載車やキャブレター仕様車などの輸入は非常に難しくなった。 また、騒音規制も2010年からは欧州基準が適用されたため、フルパワー仕様車を逆輸入して販売することが難しくなった。しかし近年は排ガス・騒音ともに日本の規制値が欧州とほぼ同一となったことから、かつて逆輸入せざるを得なかった欧州向けの車種が日本国内で正規に発売されるケースは増加している。
近年、日本メーカーが進出した外国での現地合弁企業などによる生産工場において、国内生産車と同等程度の品質を保証できるレベルに至ったこと、円高基調が続いていることなどから、日本メーカーがインポーターとして型式認定を受け完成検査（PDI）を行い、正規輸入車としてに販売を行っている車両が増加している。コスト削減のため、生産国で完成検査を行なっている車両も存在する。

### 日本メーカーの現地生産車
輸入車には日本の自動車メーカーの国外生産拠点で生産された車種も含まれる。なお日本のメーカーにおいて正式に発売していない（型式認定を受けていない）自動車は前項の「並行輸入自動車」となり、日本メーカーが正式に発売する（型式認定を受けた）自動車は前々項の正規輸入車として扱われる。したがって、輸入車統計の中にトヨタや日産、ホンダ、三菱などの国外工場から輸入された車も集計される。
現地生産車は、日本メーカーの車種展開の一環として品揃えの充実にあてられる。輸入車であることを前面に打ち出すことも多く、生産国名を車名に付記する（US、UK、オーズィーなど）、専用エンブレムやデカールが用意されるなど、付加価値が強調される場合もある。当然、外国メーカー製輸入車と同様に排ガスや気候の相違などの日本市場に向けた対応がされており、国内生産された他車種とほぼ同等のアフターサポート体制が受けられる。
以下に輸入された日本メーカーの現地生産車を記す。

#### 自動車
（過去のものを含む。☆は2025年現在日本国内で輸入販売されている車種、★は近日中に日本国内で輸入販売が予定されている車種、△は2025年現在諸般の事情により日本国内で輸入販売が一時停止されている車種）

##### トヨタ自動車
- アバロンと後継のプロナード（アメリカ）
- アベンシス（イギリス）

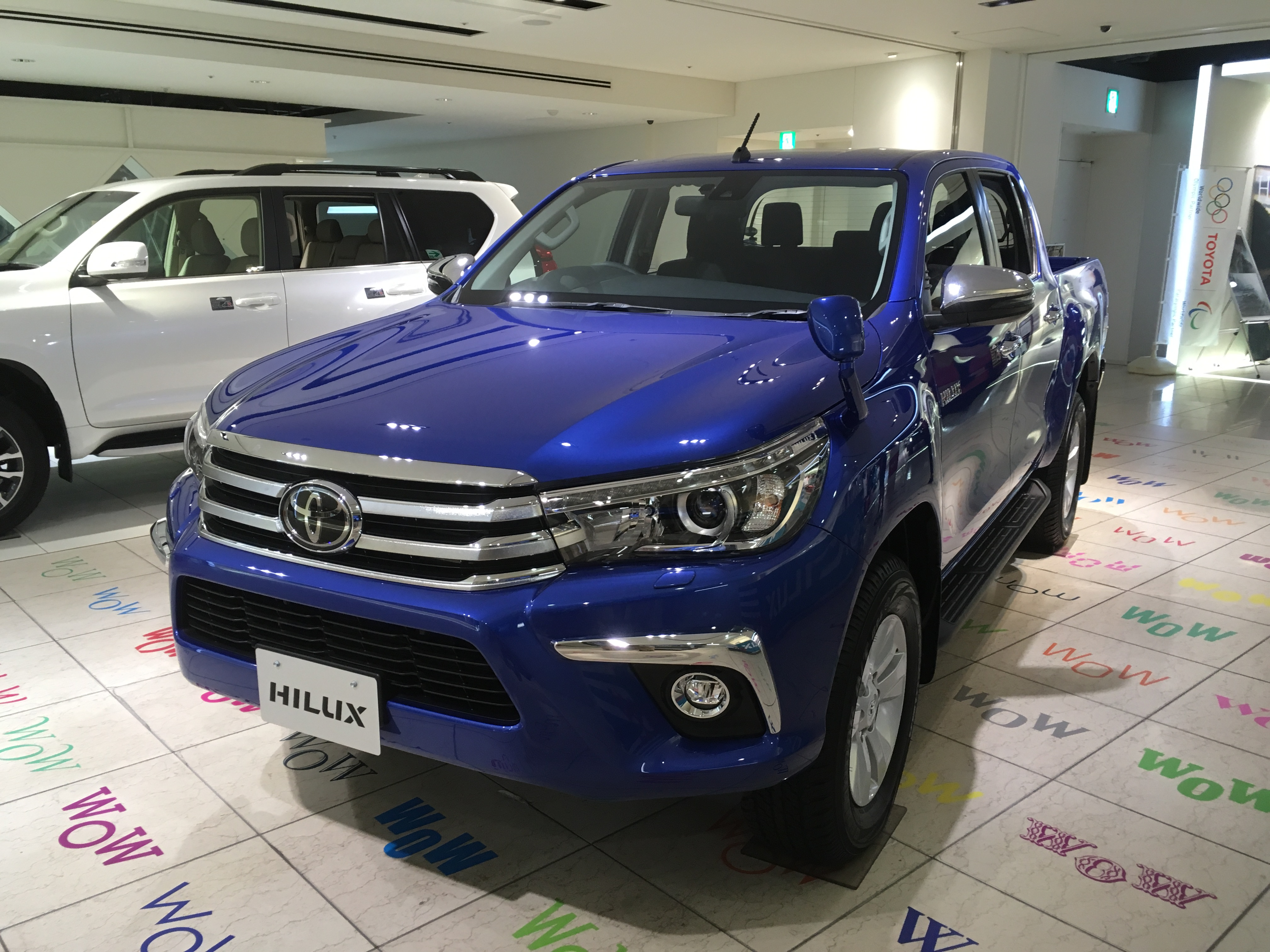
トヨタ・ハイラックス（GUN125型・2017年型）

- カムリワゴン・クーペ → セプターワゴン・クーペ（アメリカ）
- GRスープラ（オーストリア）☆
- ダイハツ・グランマックス → タウンエース（インドネシア）☆ ※ただしトラックは2024年1月型式取り消し
- ダイハツ・グランマックス → ライトエース（インドネシア）
- ハイラックス（8代目・タイ）☆
- ヴィッツGRMN（フランス）

##### 日産自動車

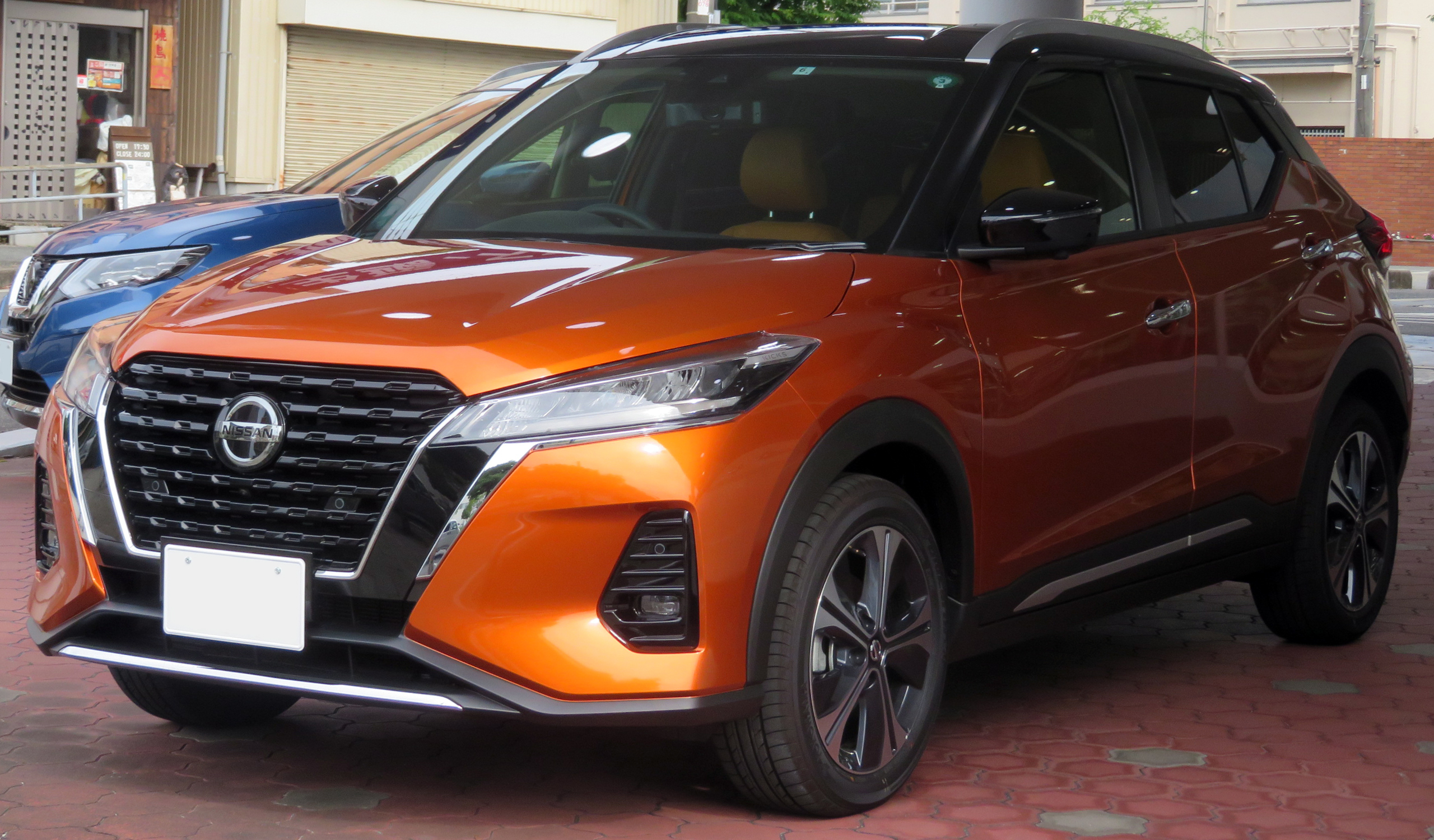
日産・キックス e-POWER（P15型・2020年型）

- ツバメ → ADバン（1993年頃-1999年頃の一部モデル・メキシコ）
- クエスト（初代・アメリカ）
- ダットサンピックアップ V6-SE（D21型・アメリカ）
- ピンターラ → ブルーバードオーズィー（オーストラリア）
- プリメーラ5ドア → プリメーラeGT（P10型・イギリス）及びプリメーラUK（P11型・イギリス）
- テラノII → ミストラル（スペイン）
- キャシュカイ → デュアリス（イギリス）（2007年12月以降の日本向けモデルは日産九州工場での生産に移管されている）
- マイクラC+C（イギリス）
- アルメーラ → ラティオ（N17型・タイ）
- マイクラ → マーチ（K13型・タイ）
- e-NV200（ME0型・スペイン）
- キックス e-POWER（P15型・タイ）☆

##### 本田技研工業
- MDX（カナダ）
- アコードクーペ（アメリカ）

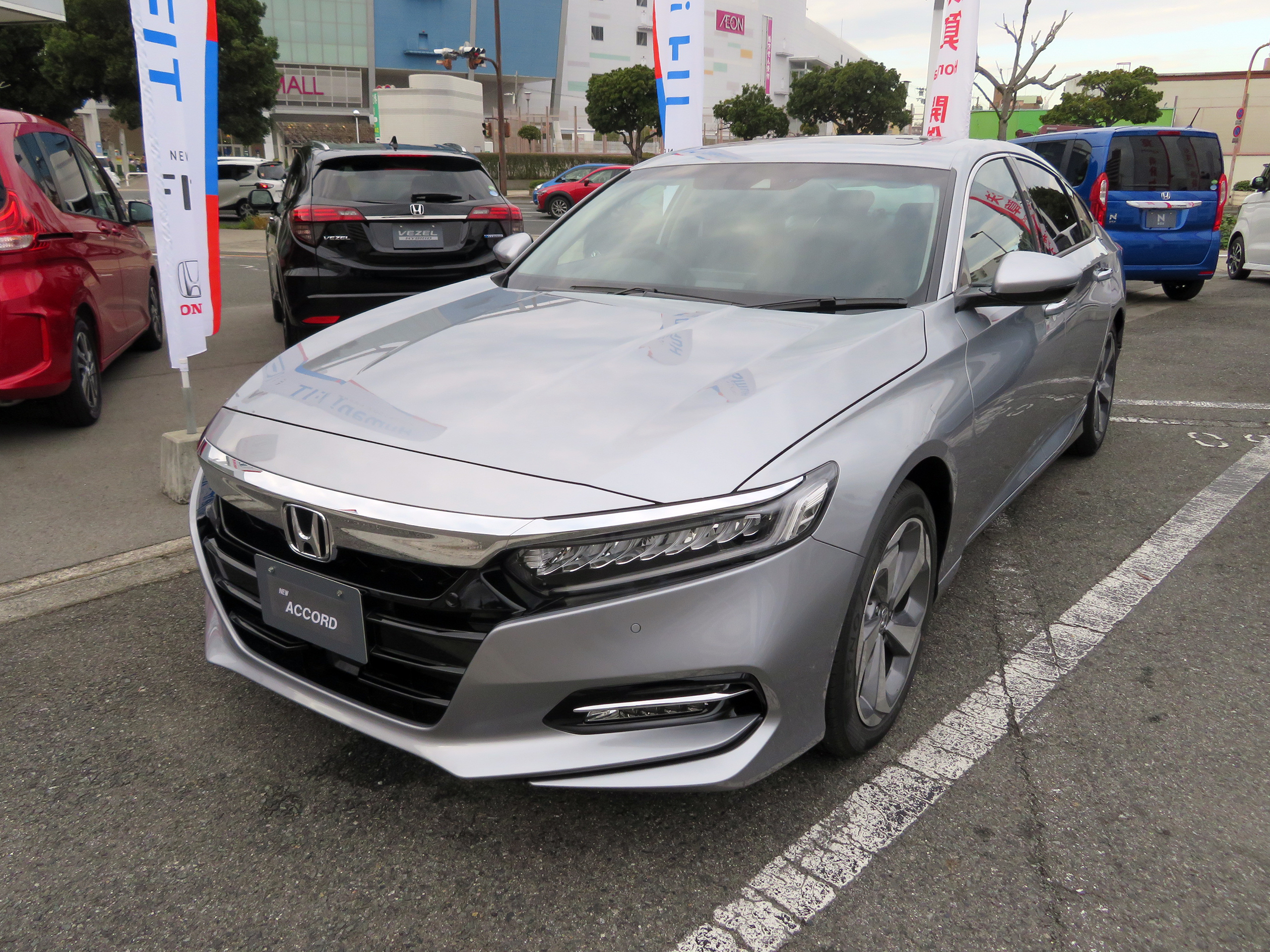
ホンダ・アコード（2020年型）

- アコードワゴンの1991年頃 - 1998年頃のモデル（初代・2代目）（アメリカ）
- インスパイアの1998年頃 - 2003年頃のモデル（アメリカ）
- エレメント（アメリカ）
- ホンダ・シビックGX天然ガス自動車（カナダ）
- シビッククーペ 1992年9月〜1998年12月（クーペの初代・2代目）（アメリカ）
- シビックハッチバック（10代目）2017年9月 - 2021年6月（イギリス）
- シビックタイプR（4代目・5代目）4代目：2015年12月〜2016年4月、5代目：2017年9月〜2021年6月 （イギリス）
- セイバーの1998年頃 - 2003年頃のモデル（アメリカ）
- フィットアリア（タイ）
- ラグレイト（カナダ）
- アコードツアラー 2008年12月 - 2013年2月 （イギリス）
- NSX 2017年2月 - 2022年12月（2代目）（アメリカ）
- アコード（日本仕様10代目以降のセダン） 10代目：2020年2月-2023年1月、11代目：2024年3月-  （タイ）☆
- オデッセイ（日本仕様5代目の再生産モデル） 2023年12月- （中国）☆
- エレベイト → WR-V 2024年3月- （インド）☆

##### マツダ

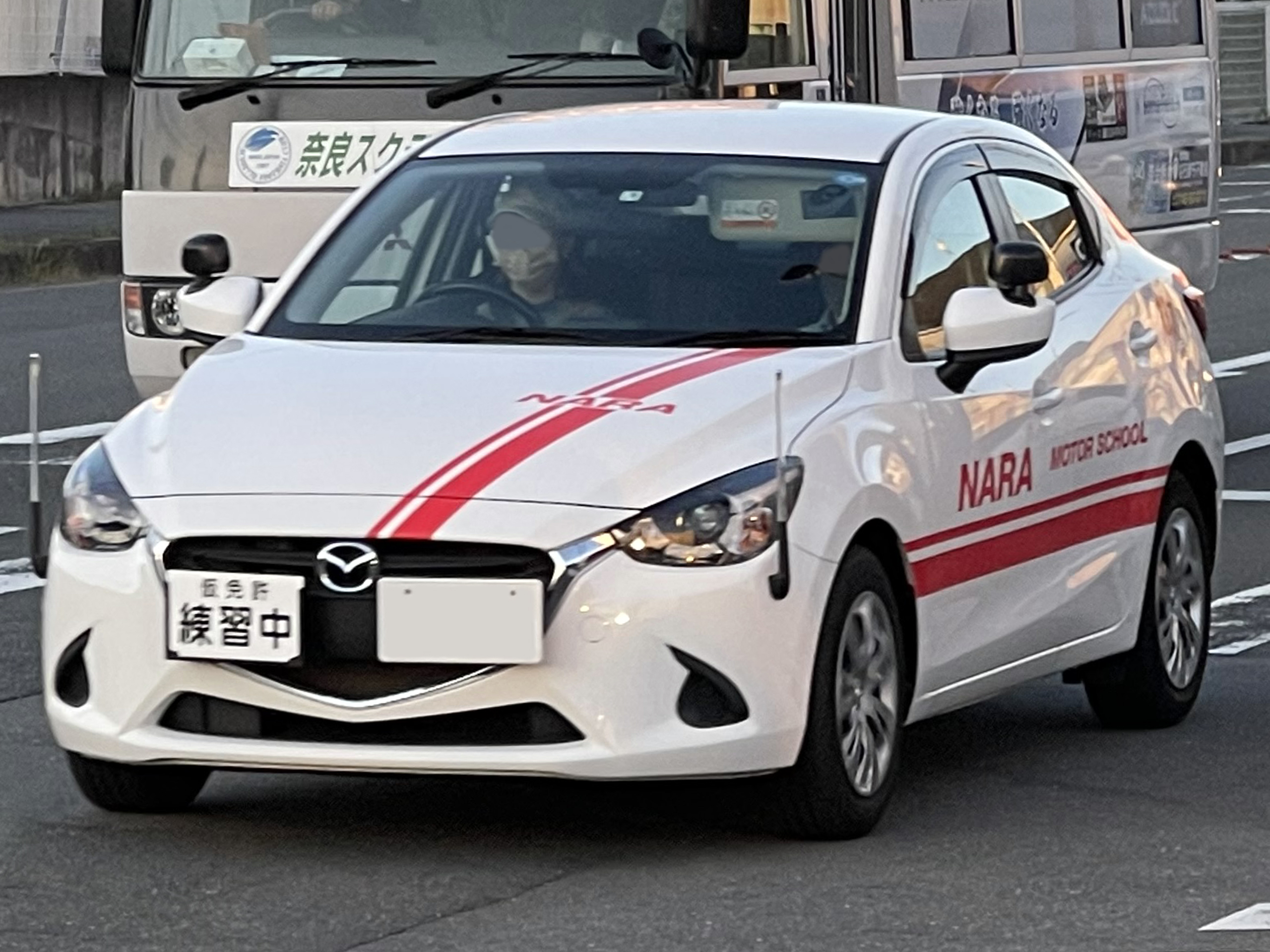
マツダ教習車
（MAZDA2 SEDAN）

- MAZDA2 SEDAN → マツダ教習車 2019年5月- （タイ）☆ - 教習車専用車種[注 26]
- ダイハツ・グランマックス → ボンゴ（インドネシア）☆ ※ただしトラックは2024年1月型式取り消し

##### 三菱自動車工業
- エクリプス（アメリカ）
- エクリプススパイダー（アメリカ）
- カリスマ（オランダ）
- ストラーダと後継のトライトン（タイ）☆
- ディアマンテワゴン（オーストラリア）

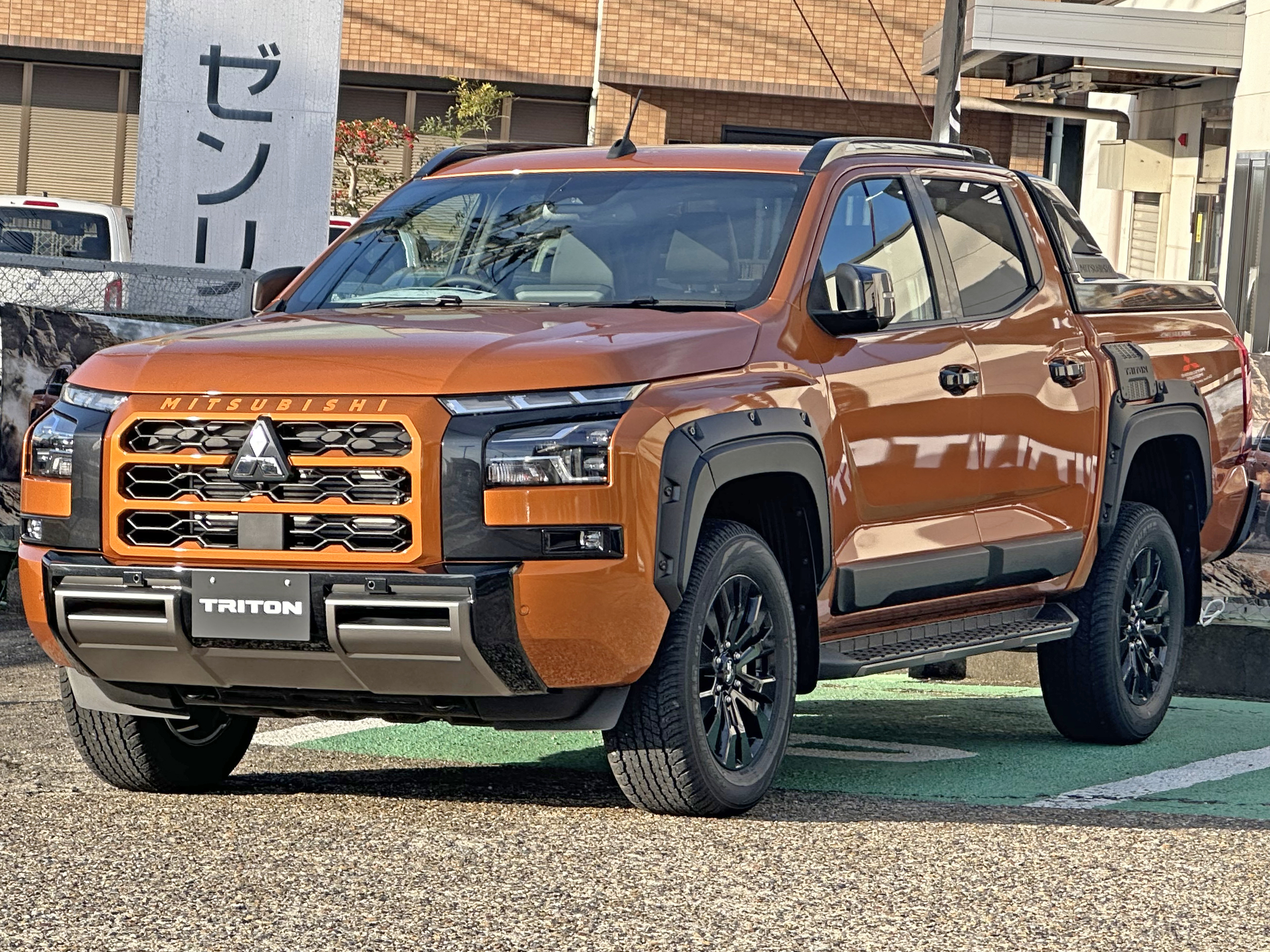
三菱・トライトン（3代目）

- マグナステーションワゴン（オーストラリア）
- ミラージュ（タイ）

##### スズキ
- スプラッシュ（ハンガリー）
- SX4 S-CROSS（ハンガリー）
- エスクード 4代目モデル （ハンガリー）
- バレーノ（インド）
- フロンクス（インド）☆

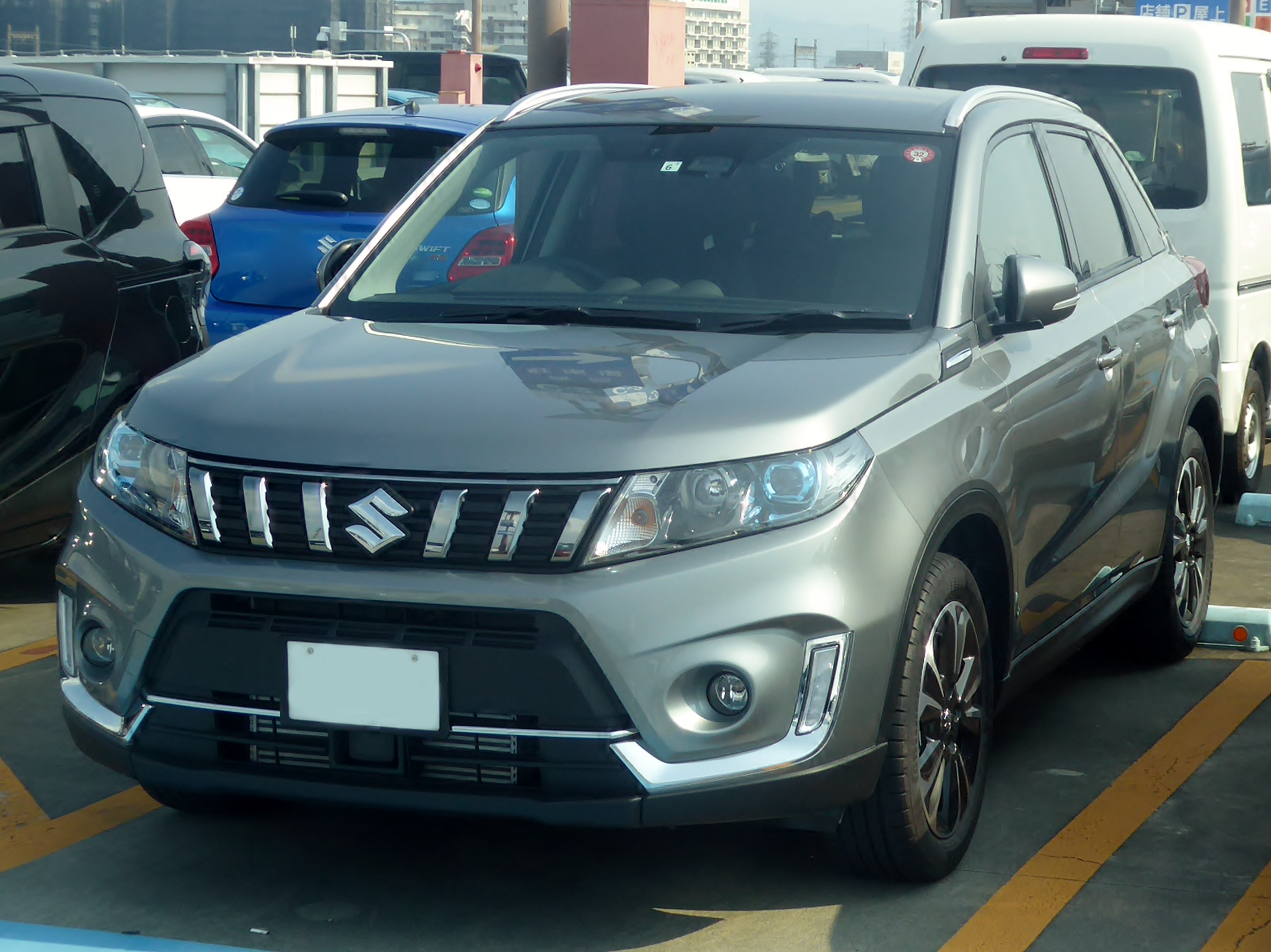
スズキ・エスクード（4代目）

- ジムニー5ドア → ジムニーノマド（インド）★

##### ダイハツ工業
- グランマックス （インドネシア）☆ ※ただしトラックは2024年1月型式取り消し

##### いすゞ自動車
- ウィザード　2代目モデル（アメリカ）

他

#### その他
OEMや合弁事業によるものなど。
- いすゞ・ステーツマンデビル（オーストラリア、ホールデン・ステーツマン）
- トヨタ・キャバリエ（アメリカ、シボレー・キャバリエ）
- トヨタ・ヴォルツ（アメリカ、NUMMI 製ポンティアック・ヴァイブにトヨタエンジンを積んだ専用モデル）
- ホンダ・クロスロード（イギリス、ランドローバー・ディスカバリー）
- （マツダ）フォード・フェスティバ5（韓国、キア・プライド5ドア）
- （マツダ）フォード・フェスティバベータ（韓国、キア・プライドベータ）
- スバル・トラヴィック（タイ、オペル・ザフィーラ）
- 日野・ポンチョ Z EV（中国、BYD J6） - BEVのコミュニティバス。本来は2023年春に発売される予定だったが、動力用バッテリーに六価クロムが使用されていたことが発覚したためそのまま発売を凍結した。

特殊な例として、以下のようなものが存在する。
- シボレー・オプトラ - GM大宇で生産され、ホールデン製のエンジンを搭載し、シボレーブランドでスズキが販売すると言う、日本仕様車の生産・販売においては4カ国ものブランドが絡む特殊な事例。
- マツダ・ロードペーサー - 車体のみをオーストラリア・ホールデンから輸入し、ロータリーエンジンを搭載した。
- ローバー・400/600/800 - いずれもホンダとローバーの共同開発だが、主要メカニズムはホンダ、生産はローバーという日英混血車種。なお、800の初期は「スターリング」を名乗り、ベースのレジェンドとともにホンダの埼玉製作所で製造されていた。
- ルノー・コレオス - 企画とデザインはルノーだが、メカニズムの大半は日産、生産は傘下の韓国・ルノーサムスン自動車が担当するという日仏韓合同プロジェクトのもとで開発された例。

#### オートバイ
- 本田技研工業
  - 新大洲本田摩托有限公司（中国）
  - 五羊-本田摩托（広州）有限公司（中国）
  - タイホンダマニュファクチャリング（タイ）
  - ホンダベトナム（ベトナム）
    - ホンダ・オブ・アメリカ（アメリカ・二輪は生産終了）
    - ホンダイタリアインダストリアル（イタリア・NS125RとNSR125のみ）
- ヤマハ発動機
  - 台湾山葉機車工業（台湾）
  - タイヤマハモーター（タイ）
  - PT.ヤマハ・インドネシア・モーター・マニュファクチャリング（インドネシア）
- スズキ
  - 台鈴工業股份有限公司（台湾）
  - 常州豪爵鈴木摩托車有限公司（中国）
  - 済南軽騎鈴木摩托車有限公司（中国）
  - タイスズキモーター（タイ）
  - スズキ・インドモービル・モーター（インドネシア）
  - スズキ・モーターサイクル・インディア（インド）
    - 江門市大長江集団有限公司（中国・レッツ4の2010年モデルのみ）
- 川崎重工業
  - カワサキモータースエンタープライズタイランド（タイ）